# Louise Homer
Louise Homer, właśc. Louise Dilworth Beatty (ur. 30 kwietnia 1871 w Shadyside koło Pittsburgha, zm. 6 maja 1947 w Winter Park w stanie Floryda) – amerykańska śpiewaczka operowa, alt.

## Życiorys
Studiowała w Filadelfii i Bostonie. Jej nauczycielem był kompozytor Sidney Homer, za którego wyszła w 1895 roku. Za radą męża wyjechała na dalsze studia do Paryża, gdzie uczyła się u Fidèle Koenig (śpiew) i Paula Lhérie (gra aktorska). Zadebiutowała w 1898 roku w Vichy jako Leonora w Faworycie. W 1899 roku jako Lola w Rycerskości wieśniaczej śpiewała w Covent Garden Theatre w Londynie. W latach 1899–1900 występowała w Théâtre de la Monnaie w Brukseli. W 1900 roku kreowała rolę Amneris w Aidzie w San Francisco i Nowym Jorku. Od 1900 do 1919 roku związana na stałe z nowojorską Metropolitan Opera, gdzie zagrała w premierach oper Königskinder Engelberta Humperdincka (1910) i Mona Horatio Parkera (1912). W latach 1920–1925 występowała w operze w Chicago, następnie przez rok śpiewała w San Francisco i Los Angeles. W 1927 roku wróciła do Metropolitan Opera, gdzie 2 lata później pożegnała się ze sceną rolą Azuceny w Trubadurze.
Specjalizowała się we włoskim i francuskim repertuarze operowym oraz w partiach wagnerowskich. Kreowała m.in. role Brangeny w Tristanie i Izoldzie, Ortrudy w Lohengrinie, Fryki i Waltrauty w Pierścieniu Nibelunga, Dalili w Samsonie i Dalili Camille’a Saint-Saënsa, Orfeusza w Orfeuszu i Eurydyce Ch.W. Glucka, Laury w Giocondzie Amilcare Ponchiellego, Ulryki w Balu maskowym Giuseppe Verdiego.
Była matką śpiewaczki Louise Homer Stires. Jej siostrzeńcem był kompozytor Samuel Barber.